# Triisopropanolamin
Triisopropanolamin ist eine chemische Verbindung aus der Gruppe der Aminoverbindungen und Alkohole.

## Gewinnung und Darstellung
Triisopropanolamin kann durch Reaktion von Ammoniak mit Propylenoxid gewonnen werden, wobei es aus Diisopropanolamin bevorzugt bei niedriger Konzentration von Ammoniak (d. h. Überschuss an Propylenoxid ggü. Ammoniak) entsteht.

## Eigenschaften
Triisopropanolamin ist ein brennbarer  hygroskopischer gelber Feststoff mit schwachem Geruch, welcher leicht löslich in Wasser ist. Seine wässrige Lösung reagiert alkalisch.

## Verwendung
Triisopropanolamin wird als Absorptionsmittel für Kohlendioxid oder Schwefelwasserstoff, als Neutralisationsmittel bei der Herstellung von Polyurethanschäumen, als Korrosionsinhibitor in Schmier- und Schneideölen, als Formtrennmittel, PVC-Additiv, Veredlungsmittel für Textilien und als Beschichtungsmittel für Papier und Holz verwendet. Es ist enthalten in Lacken und Entwicklern (Kopiersysteme).
Bei der Zementherstellung dient es als Mahlhilfsmittel, speziell für hochqualitative Zementarten. Weitere Anwendung findet es als Dispergiermittel bei Anstrichmitteln und Pigmenten wie Titandioxid.